# Prince
Prince Rogers Nelson, beter bekend onder zijn artiestennaam Prince (Minneapolis, 7 juni 1958 – Chanhassen, 21 april 2016), was een Amerikaans popartiest in de funk- en rocktraditie. Naast zanger, componist, gitarist, toetsenist en bassist was hij danser, platenproducer, filmregisseur en acteur. Prince stond bekend als een zeer productieve workaholic en een vernieuwer in de popmuziek. Hij verkocht bij leven meer dan honderdvijftig miljoen singles en albums, won zeven Grammy Awards, een Oscar voor het lied Purple Rain en een Golden Globe. Een veelgebruikte bijnaam is His Royal Badness (Zijne Koninklijke Slechtheid), een verwijzing naar zijn seksueel getinte teksten.

## Biografie

### Jeugdjaren
Prince werd geboren in Minneapolis, de grootste stad van de Amerikaanse staat Minnesota, in het plaatselijke Mount Sinaï Hospital, als zoon van Mattie Shaw en de zestien jaar oudere John L. Nelson. Zijn ouders waren van Afro-Amerikaanse (vader) en Aziatisch-Amerikaanse (moeder) afkomst en kwamen in de jaren vijftig vanuit Louisiana naar Minnesota. Zijn vader was de bandleider en pianist van een lokaal jazzcombo, het Prince Rogers Trio, vernoemd naar zijn podiumnaam Prince Roger. Prince werd vernoemd naar dit combo. Zijn moeder was tijdelijk zangeres in dit combo, waar de ouders elkaar ontmoetten.
Naar eigen zeggen had Prince een moeilijke en armoedige jeugd. Op zijn tiende scheidden zijn ouders en kort daarna trok zijn stiefvader bij het gezin in, dat verder bestond uit Prince' enige volle zus, Tika Evene (Tyka) Nelson, en zijn halfbroer Alfred. Als jongen werd hij Skipper genoemd.
Op zijn zevende leerde Prince zichzelf spelen op de piano die zijn vader achterliet. Het eerste nummer dat hij kon spelen was de beginmelodie van de televisieserie Batman. Hij leerde de jaren daarna meer instrumenten bespelen, zoals gitaar en drums. Op de middelbare school was hij een graag geziene leerling tijdens de muzieklessen en een opmerkelijke basketballer in het schoolteam. Met onder anderen zijn jeugdvriend André Anderson, die later bekend werd als André Cymone, richtte hij de schoolbandjes Grand Central en Champaine op. In die tijd woonde hij in bij de familie Anderson. Met intensief oefenen in de kelder van het huis legde Prince daar het fundament voor zijn latere muzikale carrière.

### Carrière

#### 1976-1981: de beginjaren
Tussen december 1975 en februari 1979 deed Prince mee aan repetities van de gelegenheidsband 94 East. Opnamen van deze sessies zijn in verschillende vorm uitgebracht nadat Prince beroemd was geworden. Rond dezelfde tijd was Prince aan de bak gekomen in de studio's van de plaatselijke producer Chris Moon, de Moonstudios. Hier nam hij zijn eerste solodemo's op die hij aan verschillende platenmaatschappijen probeerde te slijten. Na onder andere afgewezen te zijn door Atlantic Records, lukte het met behulp van manager Owen Husney om een platencontract te krijgen bij Warner Brothers. Een voor zijn leeftijd (19) uniek contract voor drie albums voor een budget van 180.000 dollar, dat hem in staat stelde om zijn eigen werk mede te produceren.
In april 1978 kwam de eerste soloplaat van Prince uit, getiteld For You. Hij speelde op dit debuutalbum alle instrumenten zelf en hij was op één nummer na verantwoordelijk voor alle composities. Zijn eerste hitje Soft and Wet, dat hij samen met Chris Moon had gecomponeerd, behaalde nummer 92 in de Amerikaanse Billboard Hot 100. Hij werd onthaald als “een nieuwe Stevie Wonder”, vooral door de softe en gepolijste sound die op For You te horen was.
Nadat Prince met For You vrijwel zijn hele budget had opgemaakt, bracht hij in oktober 1979 het ruigere lowbudgetalbum Prince uit. Het nummer I Wanna Be Your Lover werd zijn eerste Amerikaanse hit (nummer 11). De nummers Bambi en I Feel For You zouden de eerste klassiekers in zijn oeuvre worden. Het album bereikte nummer 22 in de Billboard 200.
Begin 1980 begon Prince aan zijn eerste tournee in het voorprogramma van Rick James. Zijn podiumact bleek niet overeen te komen met het lieve Stevie Wonder-achtige imago dat hij vooral op For You liet horen. Het geluid was ruiger en hoekiger en Prince was duidelijk meer in een seksueel getinte stemming. Het bleek een opmaat naar zijn volgende album.
In oktober 1980 kwam zijn derde album uit onder de titel Dirty Mind en was feitelijk een set demo's. Prince had zijn geluid drastisch gewijzigd in een soort mengelmoes van funk en new wave, en zijn teksten waren bijzonder seksueel getint, zeker voor die tijd. Deze wijziging bracht hem een volledig nieuwe schare fans, zowel zwart als blank. De plaat werd door veel Amerikaanse platenzaken geboycot omdat er op de plaat openlijk werd gezongen over orale seks, prostitutie, overspel en incest. Toch bracht dit Prince nog meer in de belangstelling van een groter publiek. De daaropvolgende tournee bracht het thema seks nog meer op de voorgrond. Tijdens deze tournee kwam Prince voor het eerst in Nederland. Op 29 mei 1981 speelde hij in het Amsterdamse Paradiso voor enkele honderden mensen.
De eerste tekenen van een commerciële doorbraak in Europa kwamen met het album Controversy, dat uitkwam in oktober 1981. Het titelnummer bereikte als eerste single van Prince de Nederlandse Top 40: het kwam tot nummer 27. Het album liet een volwassener Prince horen, met nummers zoals Ronnie, Talk to Russia en Annie Christian, die Prince voor het eerst van zijn politieke kant lieten zien.

#### 1982-1986: Prince and The Revolution

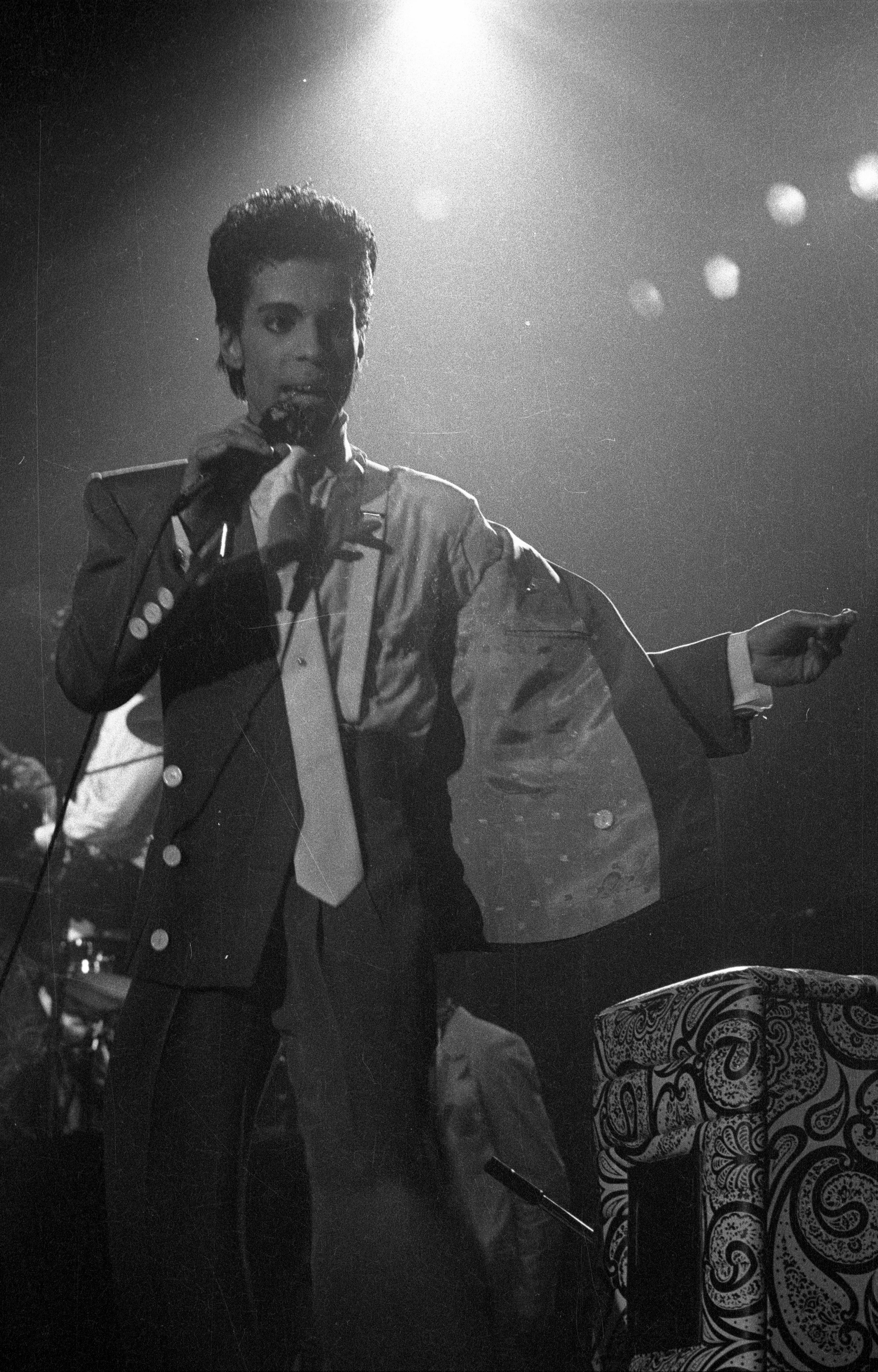
Prince in Brussel tijdens de Under the Cherry Moon Tour (of Parade Tour) in 1986

Nadat Prince groepen zoals The Time en Vanity 6 op weg had geholpen met door hem geproduceerde, gecomponeerde en volgespeelde albums, kwam eind oktober 1982 het dubbelalbum 1999 uit. Het album was een combinatie van experimentele funk en voor het eerst echte pop. Ook de kleur paars deed zijn intrede. Het titelnummer werd in de Verenigde Staten net geen top 10-hit. De videoclip van de opvolger Little Red Corvette was een van de eerste videoclips die MTV uitzond van een Afro-Amerikaanse artiest. Door die clip werd Prince door het grote publiek ontdekt en zowel dit nummer als zijn opvolger Delirious kwamen in de Amerikaanse top 10. In België (nummer 8) en Nederland (nummer 13) werd de single 1999 een hit. Met dit alles had Prince zich in vier jaar tijd ontwikkeld van een R&B-artiest, via een underground funk/new-wave-artiest tot een popster.
Na de bijbehorende tournee eind 1982 en in de eerste helft van 1983 werd gitarist Dez Dickerson vervangen door de toen negentienjarige Wendy Melvoin, een jeugdvriendin van toetseniste Lisa Coleman. Vanaf dit moment zou de band bekendstaan als The Revolution. Eerder was er al een hint terug te vinden op de hoes van 1999, waar het in spiegelschrift te lezen viel.
Eind 1983 werd in Minneapolis en omgeving de film Purple Rain opgenomen. Deze semiautobiografische film gaat over een jonge muzikant die, met als achtergrond een alcoholverslaafde vader en zijn jonge liefde, de muzikale strijd aangaat met de lokale band The Time. De film en de bijpassende soundtrack leverden Prince zijn internationale doorbraak als superster op. In juni 1984 wordt het album Purple Rain van Prince and The Revolution uitgebracht met als inleider de single When Doves Cry. Het zou de eerste Amerikaanse nummer 1-hit worden voor Prince (in Nederland haalde het nummer 5, in België haalde het nummer 6). Van het album werden de eerste paar dagen meer dan een miljoen exemplaren verkocht en de film moest nog uitgebracht worden (27 juli). Uiteindelijk zouden van het album in de VS tien miljoen exemplaren verkocht worden en vijf miljoen in de rest van de wereld. Het is verreweg Prince' bestverkochte album, vooral in zijn vaderland. Het album is zijn eerste echte rockalbum, wat er de belangrijkste oorzaak van was dat Purple Rain zo'n gemengd en breed publiek aansprak. Het titelnummer Purple Rain deed het vooral in Europa gigantisch goed met nummer 1-noteringen in vele landen, waaronder Nederland. Ook de singles Let's Go Crazy (in Nederland op nummer 18, in België op nummer 11) en I Would Die 4 U (nummer 3 in Nederland en nummer 11 in België) zorgden wereldwijd voor toptiennoteringen.
Prince voelde zich overvallen door het succes. Als reactie daarop bracht hij het veel minder commerciële, maar vernieuwende album Around the World in a Day uit in mei 1985, twee maanden na het beëindigen van een uitgebreide Purple Rain Tour. Het was het eerste album dat bij zijn nieuwe platenlabel Paisley Park Records werd uitgebracht. De single Raspberry Beret werd vooral in de VS een hit met een nummer 2-notering in de Billboard Hot 100 (in Nederland op nummer 19, in België op nummer 25). Het album verkocht ook stukken beter in de VS dan in de rest van wereld, een gevolg van de nasleep van Purple Rain. Het album geeft een knipoog naar de psychedelische tijd van de jaren 60 en 70 en critici vergelijken de plaat met Sgt. Pepper's Lonely Hearts Club Band van The Beatles, mede vanwege de kleurrijke hoes. Opvallend is het gospelachtige nummer The Ladder, waarvan Prince later beweerde dat het losjes was gebaseerd op een akkoordenprogressie uit een compositie van zijn vader.
Prince leverde voor Live Aid het nummer 4 the Tears in Your Eyes aan, dat op het album van USA For Africa terechtkwam. De videoclip werd tijdens de liveconcerten van Live Aid uitgezonden, maar Prince werd bekritiseerd omdat hij niet zelf had opgetreden. Als reactie zong hij in het nummer Hello (B-kant van Pop Life) het volgende: "I tried 2 tell them that I didn't want 2 sing - But I'd gladly write a song instead - They said OK and everything was cool - Till a camera tried 2 get in my bed".
In de zomer van 1985 vertrokken Prince en zijn gevolg naar het Franse Nice voor opnamen van zijn volgende film, Under the Cherry Moon. Mary Lambert zou de film oorspronkelijk draaien, maar uiteindelijk regisseerde Prince hem zelf. Dit leverde een voor die tijd gewaagde zwart-witfilm op, ook al was de film in kleur geschoten. Het verhaal gaat over een gigolo genaamd Christopher Tracy die zijn grote liefde vindt in de dochter van een rijke en corrupte Engelsman. De film werd in de zomer van 1986 uitgebracht en werd naast een commerciële ook een artistieke flop. De film won vier Golden Raspberry Awards, waarvan twee voor Prince zelf, een voor slechtste regisseur en een voor slechtste mannelijke hoofdrolspeler. De film werd uitgeroepen tot de slechtste van het jaar (samen met Howard the Duck). Toch bereikte de film jaren later een cultstatus, door de humor en de vreemde mengeling van de sfeer van de jaren 30, 50 en 80.
De soundtrack van de film, Parade (maart 1986), werd echter wel een groot succes en leverde Prince weer een klassieke hit op, Kiss (in Nederland op nummer 2, in België op nummer 3), alsmede hitjes zoals Girls and Boys (nummer 29 in Nederland, nummer 10 in België) en Mountains (nummer 20 in Nederland, nummer 34 in België). Opmerkelijk was de afwezigheid van prominent elektrisch gitaarwerk en de aanwezigheid van een retro-, soms ook akoestisch geluid. Nummers zoals Venus De Milo en Sometimes It Snows in April laten Prince van zijn minimalistische en gevoeligste kant zien.
Die zomer kwam Prince voor het eerst sinds de paar concerten in 1981 voor een uitgebreide tournee naar Europa. Sindsdien was Prince duidelijk verknocht aan Europa en verkreeg hij zijn grootste schare fans hier en in Japan. Op 17, 18 en 19 augustus van dat jaar stond hij voor het eerst in de Rotterdamse Ahoy. Wat opviel was dat Prince zijn gitaar nauwelijks beroerde.
Na de Japanse tournee in september 1986 ontbond Prince The Revolution. Een echte reden hiervoor is nooit gegeven, maar het rommelde volgens insiders al een tijdje in de band. Vooral Wendy and Lisa wilden meer artistieke inbreng. Dream Factory is een nooit uitgebracht album van Prince and The Revolution, dat de opvolger zou zijn geworden van Parade.

#### 1987-1990: Sign “☮” the Times t/m Graffiti Bridge
Binnen een korte periode lukte het Prince om een nieuw dubbelalbum uit te brengen, Sign “☮” the Times (spreek uit als Sign of the Times) (maart 1987). Dit album wordt door veel liefhebbers en critici als zijn beste plaat beschouwd. Het titelnummer werd vooral buiten de VS een grote hit (in Nederland op nummer 6, in België op 8) en U Got the Look binnen de VS (nummer 17 in Nederland, nummer 14 in België). Ook klassiekers als If I Was Your Girlfriend, Forever in My Life en het religieuze The Cross zijn noemenswaardig. Naast dit nieuwe album had hij na het uiteenvallen van The Revolution een nieuwe band samengesteld met Sheila E. op de drums. Toetsenist Matt "Dr." Fink en saxofonist Eric Leeds waren de enig overgebleven vaste bandleden van The Revolution.
De Sign “☮” the Times Tour zou alleen Europa aandoen. Tussen 19 en 22 juni trad Prince voor deze tournee met een grotendeels volledig vernieuwde show op in Stadion Galgenwaard in Utrecht. Omdat de Britse shows niet doorgingen, trad hij ook nog drie keer op in de Rotterdamse Ahoy (26-28 juni) en in het Sportpaleis Antwerpen op 29 juni. Van deze laatste shows werden filmopnamen gemaakt voor de livefilm Sign “☮” the Times. Deze film was vooral voor het Amerikaanse publiek bedoeld en werd geprezen voor de livefragmenten, maar de extra verhaallijn werd door fans en critici als onnodig en storend ervaren.
In december 1987 kwam het bericht dat een nieuw album van Prince was geannuleerd. Het ging om een album zonder titel en zonder vermelding van artiest en met een zwarte hoes, dat vanaf toen The Black Album genoemd werd. Volgens Warner Brothers had het album een kerstverrassing moeten zijn, maar had Prince gehoord dat het was uitgelekt en had daarom het project willen annuleren. Later kwam Prince zelf met de verklaring dat het album veel te donker was en dat het in een neerslachtige periode was gemaakt. Op zijn volgende album en de volgende tournee maakte hij, door middel van een soort mythologisch verhaal, duidelijk dat zijn alter ego Spooky Electric de oorzaak van The Black Album was, maar dat die op tijd tot inkeer kwam. Ook dit album wordt gekenmerkt door diepe funk en een hoge seksuele lading. Enkele exemplaren wisten de dans van de vernietiging te ontspringen en zo kwam de bootleg al snel in omloop. Het was waarschijnlijk de meest verkochte bootleg aller tijden en in zijn volgende videoclip (Alphabet St.) staat er verscholen het bericht te lezen; don't buy the black album, I'm sorry. Het album zou uiteindelijk in 1994 alsnog officieel uitgebracht worden.
Op 10 mei 1988 kwam Prince zijn tiende album uit, Lovesexy. De verwachtingen waren hooggespannen en ook al zou dit album het vooral in de VS commercieel erg slecht doen, artistiek gezien wordt ook dit album door velen als een klassieker beschouwd. De hoes is erg opvallend: deze laat namelijk Prince zien in adamskostuum, zittend in een reusachtige bloem, inclusief stamper. De vraag blijft tot de dag van vandaag onbeantwoord of het onderlijf inderdaad van Prince is. Het album zelf wordt op cd uitgegeven als één enkele track, volgens Prince en zijn platenmaatschappij om mensen te dwingen het album als één geheel te zien. De muziek is een gepolijste, experimentele en misschien wel overgeproduceerde kruising tussen funk en elektronische gospel en blues, met een zware spirituele en religieuze ondertoon. Het moet als de tegenhanger gezien worden van The Black Album. Eén nummer van dit album, de ballade When 2 R in Love, is eveneens op Lovesexy te vinden. Alphabet St. wordt een hit (in Nederland op nummer 5, in België op nummer 9) en samen met het epische nummer Anna Stesia wordt het een liveklassieker. In Nederland bereiken de 2e single Glam Slam en 3e single I Wish U Heaven beiden een top 20 notering.
Aansluitend begonnen Prince en zijn band aan een uitgebreide wereldtournee die tot februari 1989 zou voortduren. De tournee deed eerst Europa aan. Op 17, 18 en 19 augustus speelde Prince live in het Feijenoordstadion te Rotterdam. In de nacht van 18 en 19 augustus zou Nederland voor het eerst kennismaken met een andere hobby van Prince, de aftershow. Hij gaf een twee uur durend geïmproviseerd optreden in het Paard van Troje in Den Haag. De bootleg van dit optreden, getiteld Small Club - 2nd Show That Night, zou een van de bekendste Prince-bootlegs worden. De avond daarna speelde Candy Dulfer een nummer mee tijdens het concert. Op 9 september werd er een extra concert ingelast in de Westfalen Hallen in het Duitse Dortmund. Kaarten hiervoor werden in hoofdzaak in Nederland verkocht. Het concert werd rechtstreeks uitgezonden in heel Europa en later uitgebracht op video. Ruimschoots voordat het concert op video verscheen, was ook hier al een zeer professionele dubbele bootleg-cd van geperst. De maanden hierop zou hij voor het eerst sinds 1985 een volledige tournee geven in de Verenigde Staten, gevolgd door een reeks Japanse concerten in begin 1989.
In maart 1989 verscheen het album Like a Prayer van Madonna, met daarop hun langverwachte duet Lovesong.
In juni 1989 verscheen de soundtrack van de filmhit Batman, Batman Motion Picture Soundtrack. Het leek een duidelijke knieval voor de commercie, waarschijnlijk in verband met de geldverslindende Lovesexy Tour. Prince maakte dankbaar gebruik van dit aanbod, op het eerste gezicht een puur commerciële overweging. Maar zijn liefde voor stripboeken en de jeugdherinneringen aan de oude serie Batman gaven hem het voordeel van de twijfel. Het vooral in de VS goed verkopende album liet weinig indruk achter bij recensenten maar lokt wel veel fans, en de singles Batdance (in Nederland op nummer 4, in België op nummer 5), Partyman (nummer 17 in Nederland, nummer 16 in België) en The Future (nummer 7 in Nederland, nummer 22 in België) werden wereldwijd redelijk grote hits.
1989 was ook het jaar dat Prince veel van zijn medewerkers, waar hij al jaren mee samenwerkte, aan de kant schoof, waaronder zijn beroemde managementteam bestaande uit (Robert) Calvallo, (Joseph) Ruffalo en (Steven) Fargnoli, ook wel bekend als de "Spaghetti Brothers", en waar hij vanaf het begin van zijn carrière mee had samengewerkt. De reden voor deze "schoonmaak" was complete controle te krijgen over zijn eigen carrière.

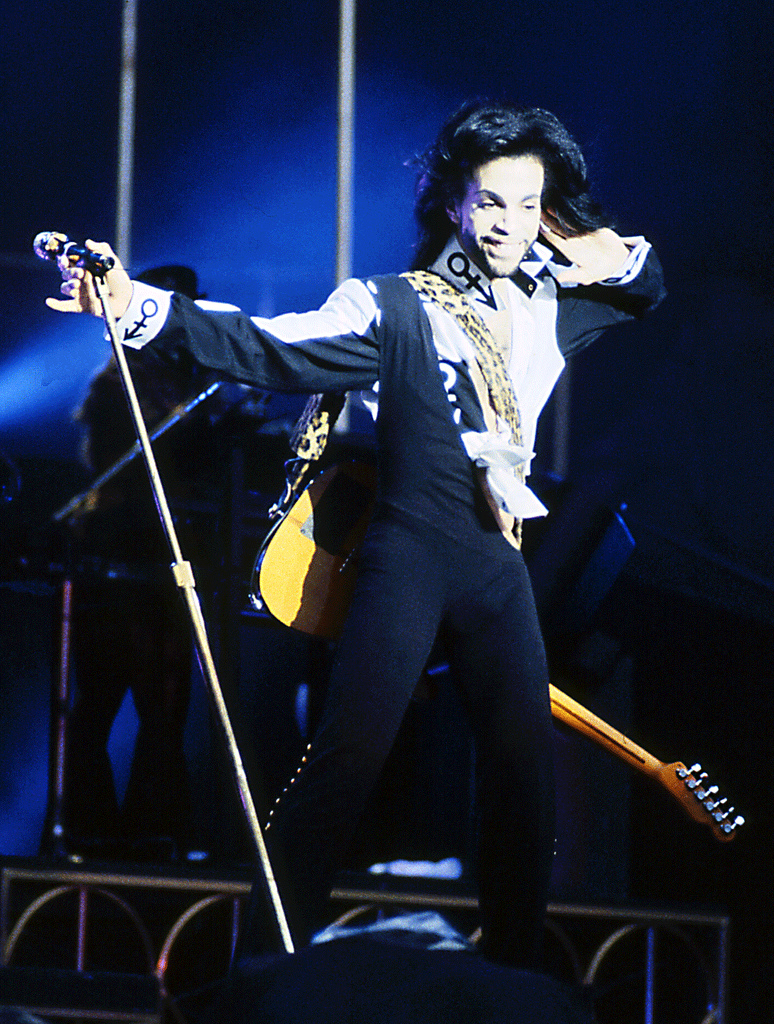
Prince in Ierland tijdens de Nude Tour in 1990

In de zomer van 1990 toerde Prince met een deels vernieuwde band, waarbij hij weer speelde in een verregend Feijenoordstadion (2 en 3 juni), een snikheet Werchter (4 augustus) en in het Thialfstadion in Heerenveen (5 augustus), om deze eind augustus af te sluiten met het album Graffiti Bridge. Dit was de soundtrack van de gelijknamige film die enkele maanden later zou verschijnen. Op het album was niet alleen maar Prince te horen, maar ook andere artiesten die in de film voorkwamen, zoals The Time, George Clinton, Tevin Campbell en Mavis Staples. Enkele nummers van de plaat waren oud materiaal dat in een nieuw jasje was gestoken. Door al deze factoren werd het album niet als echte eenheid beschouwd en werd het lauw ontvangen, ondanks enkele eruitspringende nummers (Question of U en Still Would Stand All Time). Candy Dulfer speelt in enkele nummers saxofoon. Prince had nog wel een top 10-hit met Thieves in the Temple (in Nederland op nummer 5).
Ook de film zelf sloeg niet aan. Graffiti Bridge was een vervolg op de film Purple Rain, maar kwam niet echt van de grond. Ook het mierzoete verhaal en de voortdurende religieuze referenties werden Prince niet in dank afgenomen, waardoor de film in zijn geheel flopte en zelfs in Nederland, op een paar plekken na, niet in de bioscoop kwam. De speelfilm liet wel voor het eerst, op de afgelopen Nude Tour na, zijn nieuwe band zien, de New Power Generation.

#### 1991-1993: Prince & the New Power Generation
Na een visuele stijlverandering brachten Prince & the New Power Generation in oktober 1991 Diamonds and Pearls uit. Vanaf het begin was duidelijk dat Prince hier een comeback mee voor ogen had en dat lukte, vooral in de VS, commercieel gezien. Singles zoals het funky Gett Off (in Nederland op nummer 4), Cream (in Nederland op 4, in de VS op 1), Diamonds and Pearls (in Nederland op 15, in de VS op 3) en Money Don't Matter 2Night (in Nederland op nummer 7) werden stuk voor stuk wereldhits. De inbreng van de bandleden Rosie Gaines en Tony M was merkbaar aanwezig. Met die laatste probeerde Prince zich te conformeren aan de opkomende rapmuziek, maar dit werd hem niet door alle fans in dank afgenomen. Die oordeelden dan ook dat de vernieuwer Prince maar op enkele momenten te horen was.
Ondertussen tekende Prince een megacontract met zijn platenmaatschappij Warner Brothers, voor naar verluidt 30 miljoen dollar en een plek aan de directietafel. Prince moest hiervoor zes albums afleveren.
Na een succesvolle tournee, die Prince en zijn band wederom naar België en Nederland bracht en tevens voor de eerste keer naar Australië, kwam hij exact een jaar later al met de iets minder succesvolle opvolger Love Symbol Album. Muzikaal gezien was deze plaat iets rauwer en minder gepolijst dan zijn voorganger. Wel koos Prince sinds Lovesexy weer voor een conceptalbum. De New Power Generation kreeg minder ruimte, en waar ze aanwezig waren was dit meer in lijn met de rest van de muziek. Opvallend was ook de afwezigheid van Rosie Gaines, die met een vrij succesvolle solocarrière begon. Grote hits waren het controversiële Sexy M.F. (de afkorting staat voor 'motherfucker'), dat in Nederland op nummer 4 terechtkwam, en My Name Is Prince (in Nederland op nummer 7).
Vanaf het begin van 1993 tot aan zijn naamsverandering op 7 juni van dat jaar toerde hij in de Verenigde Staten met de Act I Tour. Rond die tijd (1993-1994) was Prince weer zeer productief, nam hij materiaal op voor een reeks albums en produceerde hij meerdere opnamen, die jaren later op andere albums terecht zouden komen.

#### 1994-2000: The Artist Formerly Known as Prince
Op zijn 35e verjaardag op 7 juni 1993 kon hij niet langer op de naam Prince reageren omdat zijn platenmaatschappij de rechten op de 'artiestennaam Prince' had, en hij dus niet meer buiten Warner Brothers zo genoemd mocht worden. Hij koos toen het onuitspreekbaar symbool O(+> als naam.
Hij weigerde de naam Prince te gebruiken zolang de rechten op 'de artiestennaam' en zijn muziek bij zijn vroegere platenmaatschappij Warner Brothers bleven, omdat hij zich volgens eigen zeggen een slaaf voelde en hij geen reclame wilde maken voor zijn voormalige platenmaatschappij. Toen hij de rechten op zijn muziek weer terug had, nam hij weer zijn vroegere naam aan (31 december 1999).
Als vervanging voor het onuitspreekbare symbool noemde men hem in deze periode dikwijls The Artist Formerly Known as Prince (de artiest voorheen bekend als Prince) zoals een Britse journalist hem omschreef, of kortweg TAFKAP. Een andere bijnaam was The Symbol en tussen 1998 en 2000 The Artist. De hele gang van zaken was een geliefd gespreksonderwerp; sommigen vonden het leuk, anderen vonden het maar vervelend. Hoe het ook zij, het was een slimme publiciteitsstunt die zijn naam en carrière levend hielden en gescheiden van zijn juridische problemen met zijn platenmaatschappij.
Volgens een Prince-fansite bevat het symbool de mannelijke en vrouwelijke tekens tezamen met het alchemiesymbool voor saponiet. Ze geven de volgende ASCII-voorstelling van het symbool: O(+>. Het management van Prince stelde er een beeldbestand van beschikbaar, dat kranten en tijdschriften konden gebruiken om over hem te schrijven.
Het probleem was echter dat Warner Brothers nog vijf albums tegoed had van Prince. Het eerste in die reeks was The Hits/The B-Sides, een drievoudig verzamelalbum dat verscheen in september 1993. Daarnaast verscheen het ook als twee losse cd's, The Hits I en The Hits II. De derde cd, The B-Sides, was alleen te verkrijgen als onderdeel van de driedubbelalbum. Het album was het eerste verzamelalbum van Prince en naast de bekende en minder bekende hits, stond er ook een reeks nieuwe nummers op. Voor fans was juist The B-Sides, met klassieke B-kanten zoals Erotic City, 17 Days en How Come U Don't Call Me Anymore een reden om dit driedubbelalbum aan te schaffen. Het nieuwe rocknummer Peach (in Nederland op nummer 9) werd een hit.
Op Valentijnsdag 1994 presenteerde de toenmalige Prince zijn eerste single The Most Beautiful Girl in the World. In de videoclip figureren meerdere vrouwen, die wereldwijd gecast waren door middel van een advertentie in enkele dagbladen. Het zoete, maar wel gedreven nummer werd een wereldhit, met nummer 1-noteringen in onder andere Nederland en het Verenigd Koninkrijk. Het nummer zou pas in 1995 in gewijzigde vorm op een album verschijnen, The Gold Experience.
Eind augustus 1994 gaf Warner Brothers het album Come uit, onder de naam Prince. Het was de tweede van een reeks van vijf contractuele verplichtingen van Prince. Op de hoes stond vermeld "Prince 1958-1993", een verwijzing naar de "dood" van de artiest Prince. De nummers op het album, vrijwel allemaal van de omvangrijke sessies in 1993 en begin 1994, hadden een vrij jazzy geluid, en qua sfeer en teksten had het album een donkere seksuele lading. Een groot deel van het album was ook te horen in de Glam Slam Ulysses, een dansshow met Carmen Electra in de hoofdrol. Commercieel gezien werd het album geen groot succes, ook al wordt het album door fans erg gewaardeerd, samen met ander werk uit deze periode. De single Letitgo werd een kleine hit (in Nederland bereikte hij de 18e plaats).
Later dat jaar bracht Warner Brothers alsnog in een beperkte oplage The Black Album uit en een computerspel genaamd Interactive.
Maar het debuutalbum van TAFKAP liet nog lang op zich wachten. In tegenstelling tot de The most beautiful girl in the world wilde hij het album laten distribueren door Warner Brothers, maar de platenmaatschappij zat niet te wachten op zo'n snelle uitgave, kort na het album Come. TAFKAP voelde zich miskend en verscheen in het openbaar met het woord slave in spiegelbeeld op zijn wang. In de tweede helft van 1994 begon hij met een spontane clubtournee, hoofdzakelijk langs zijn eigen Glam Slam-nachtclubs. Het nieuwe materiaal sloeg goed aan bij het publiek en hij besloot begin 1995 een korte Europese tournee te ondernemen, The Gold Experience Tour.
Voorafgaand aan deze tournee bracht hij in eigen beheer een album uit van de New Power Generation, getiteld Exodus. Op dit door de fans goed ontvangen funkalbum neemt hij echter zelf, onder het pseudoniem "Tora Tora", voor een belangrijk deel de vocals voor zijn rekening. Het album was een tijdlang alleen buiten de Verenigde Staten te verkrijgen.
The Gold Experience Tour bracht hem wederom naar Nederland (24 en 25 maart in 's-Hertogenbosch) en België (de 27e in Gent en de 28e in Brussel). Verrassend waren twee ingeplande nachtconcerten in Paradiso in Amsterdam in de vroege ochtend van 26 en 27 maart. Tijdens deze twee concerten speelde hij naast het voor hem waarschijnlijk alweer oude Gold Experience-materiaal nog nieuwere nummers, afgewisseld met enkele covers. Tijdens deze concertreeks zinspeelde hij er voortdurend op dat Warner Bros het album, waar de tournee om draaide, nog steeds niet wilde uitbrengen.
Pas eind september 1995 werd het album The Gold Experience uitgebracht. Het is een afwisselend album, waarop TAFKAP weer vaak teruggrijpt naar zijn gitaar, zoals het titelnummer Gold en het live-openingsnummer Endorphinmachine. Veel nummers, ingespeeld met een uitgedunde versie van zijn band de New Power Generation, stralen duidelijk een livesfeer uit. Voor het eerst rapt hij zelf op enkele nummers, zoals het expliciete Pussy Control en het agressieve funknummer Now. Het album verkocht iets beter dan Come, maar toch stelden de verkoopcijfers velen teleur. TAFKAP had echter al voor de verschijning van het album zijn belangstelling voor het project verloren en naast het al uitgebrachte The most beautiful girl in the world kwamen er ook maar twee singles van het album uit. Eye Hate U (in Nederland op nummer 20) en Gold (in Nederland op 24) werden twee kleine hitjes.
Nadat hij de The Gold Experience Tour begin 1996 ook naar Japan gebracht had, leverde hij zijn laatste twee contractueel verplichte albums aan Warner Brothers. Het eerste daarvan kwam in de zomer uit onder de titel Chaos and Disorder, maar wordt wel toegeschreven aan TAFKAP. Vooral het eerste deel van het album is op rock georiënteerd en de single Dinner With Dolores werd een klein hitje. In de videoclip en tijdens promotionele activiteiten rond het album verscheen hij nog steeds met het woord slave in spiegelbeeld op zijn linkerwang.
Ondertussen had hij aan zijn contractuele verplichtingen ten opzichte van Warner Brothers voldaan, ook al zou zijn contract nog wel een tijdje doorlopen. TAFKAP sloot een contract voor één jaar met de platenmaatschappij EMI om zijn nieuwe album te distribueren en om promotieactiviteiten rond het album te organiseren. Eind oktober van dat jaar verscheen het driedubbelalbum Emancipation. Het album deed het commercieel gezien een stuk beter dan The Gold Experience, maar de singles juist een stuk minder. De eerste single was een opvallende, het was namelijk de eerste cover van Prince/TAFKAP die hij op plaat zette. De ballade Betcha By Golly Wow! (in Nederland op nummer 31), oorspronkelijk door de The Stylistics op plaat gezet, werd maar een kleine hit. De opvolger The Holy River deed het zelfs nog minder goed. Naast de zeldzame single Somebody's Somebody, waren dit echter de enige singles van het driedubbelalbum. Ter ondersteuning van Emancipation volgde van januari tot en met juni 1997 de bescheiden Amerikaanse Love 4 One Another Tour.
In het cd-boekje van Emancipation werd Crystal Ball al aangekondigd. Een driedubbelalbum met nog nooit uitgebrachte nummers, die eerder gebootlegged waren. De titel stamde van een geplande driedubbelaar uit 1987, die echter al snel tot een dubbelaar werd omgedoopt met de titel Sign “☮” the Times. Naast Crystal Ball zelf zou de box ook uitgebreid worden met het recentere akoestische album The Truth en het instrumentale album Kamasutra, dat werd toegeschreven aan The NPG Orchestra. Als verrassing werd er, zo bleek later, ook nog een T-shirt meegezonden.
Fans konden de box vanaf de zomer van 1997 bestellen via zijn website en telefoonnummer 1-800-NEW-FUNK. Zowel de administratie als de distributie van de box bleken echter rampzalig georganiseerd. Pas eind januari 1998 begon eindelijk de verzending, maar door een te groot aantal bestellingen duurde het nog vele maanden voordat alle bestellingen waren verwerkt. Diverse fans kregen hun box pas thuisgestuurd maanden toen Crystal Ball in de winkel lag. Ook beklaagden sommige fans zich erover dat ze hun box nooit hadden ontvangen terwijl ze er wel voor hadden betaald.
De box zelf werd verschillend beoordeeld. Critici wezen erop dat veel nummers uit de kluis van Prince/TAFKAP op het album ontbraken en dat er relatief veel materiaal uit de jaren negentig op stond.
Eind juni 1998 werd het album Newpower Soul uitgebracht. Hoewel dit album officieel werd betiteld als een New Power Generation-album, beschouwen velen het toch als een TAFKAP-album, vooral door zijn prominente aanwezigheid op de albumcover. Door veel fans werd het album niet goed ontvangen. Alleen de verborgen track Wasted Kisses is vrij populair onder de liefhebbers. Het album herbergt één klein hitje, The One. Vanaf deze periode werd als vervanging voor het onuitspreekbare symbool de naam The Artist gebruikt, dat weer een inkorting was van The Artist Formerly Known As Prince.
Ter promotie van het album bezocht TAFKAP Nederland tweemaal, met Candy Dulfer als bandlid. In de zomer trad hij op in Ahoy, gevolgd door een aftershow in Nighttown, beide in Rotterdam. Op 23 december was het tweede concert in de Jaarbeurs te Utrecht. Tijdens dit optreden werd het publiek verrast met een gastoptreden van Lenny Kravitz. Deze trad ook aan bij de aftershow in Tivoli in Utrecht, aangevuld met Hans Dulfer, de vader van Candy. Tijdens het optreden in Tivoli leek TAFKAP te beschikken over voorspellende gaven. In een van de nummers, 2001: Also Sprach Zarathustra, zong hij de regel: "Osama Bin Laden get ready to bomb". Het voorprogramma tijdens de tournee werd verzorgd door Larry Graham met leden van zijn band Graham Central Station en ook door Chaka Khan en haar band.
Vanaf deze tijd nam Prince, onder invloed van zijn belangstelling voor, en later zijn lidmaatschap van de Jehova's getuigen, heel duidelijk afstand van zijn vroegere werk, dat vaak nogal seksueel expliciete teksten bevatte. Sommige nummers verdwenen volledig tijdens optredens. Van andere nummers werd de tekst aangepast. Een voorbeeld hiervan is het nummer The Cross van zijn album Sign “☮” the Times. De titel hiervan werd veranderd in The Christ. Jehova's getuigen geloven namelijk dat Jezus niet aan een kruis is genageld, maar aan een martelpaal.
In 1999 waren de verwachtingen ten aanzien van TAFKAP hooggespannen. Het oorspronkelijk in 1982 uitgebrachte nummer 1999 werd dan ook door Warner opnieuw uitgebracht, maar ook TAFKAP zelf bracht een ep uit met een nieuwe versie van het nummer onder de naam 1999: The New Master.
Eind augustus dat jaar bracht Warner het nog op de schappen liggende contractueel verplichte Prince-album The Vault... Old Friends 4 Sale uit, een collectie van, zoals de titel al doet vermoeden, nummers uit zijn kluis. Ook al stonden er geen uitschieters op dit jazzy album, toch werd het door de recensenten niet heel slecht ontvangen.
Rond dezelfde datum kondigde Clive Davis van Arista Records een overeenkomst aan tussen zijn platenmaatschappij en TAFKAP. Het uit te brengen album met de titel Rave Un2 the Joy Fantastic zou volgens Davis een comeback worden, met behulp van enkele gastoptredens. TAFKAP zou volledige zeggenschap houden over het album, maar als tegenprestatie zou hij wel enkele promotionele activiteiten ondernemen.
Begin november 1999 kwam dan het album uit, voorafgegaan door de single The Greatest Romance Ever Sold. Het gevarieerde album lokte gemengde reacties uit, maar ondanks alle promotie en verwachtingen deden het album en de single het commercieel erg matig. Er werden verder dan ook geen singles van het album uitgebracht, behalve dan de moeilijk verkrijgbare maxisingle van Hot Wit U. Het remixalbum Rave In2 the Joy Fantastic werd later via de website van (toen weer) Prince verkocht en zou nog later ook in enkele reguliere winkels komen te liggen. Het bevatte remixes van Rave Un2 the Joy Fantastic, met als extra nummer het psychedelische Beautiful Strange.
Ter promotie kwam TAFKAP eind november en begin december dat jaar naar Europa voor enkele televisieoptredens. Zo ook in de TV Show van Ivo Niehe. Na het optreden volgde alsnog een interview nadat Niehe al was teruggekeerd in de kleedkamers. Na afloop eiste TAFKAP echter dat het optreden en het interview niet zouden worden uitgezonden, in verband met de slechte geluidskwaliteit van het optreden. Eerst leek dit definitief, maar na onderhandelingen werd de band in de VS opgepoetst en konden een week later het optreden en het interview alsnog uitgezonden worden.
Op oudejaarsavond 1999 werd er een twee weken eerder opgenomen concert uitgezonden op enkele televisiekanalen met als titel Rave Un2 the Year 2000. Het later op video en dvd uitgebrachte concert bevatte gastoptredens van Lenny Kravitz, George Clinton en The Time. Het concert eindigde met het nummer 1999.

#### 2000-2010: Opnieuw Prince
Kort na de millenniumwisseling werd duidelijk dat Prince weer Prince heette. Uit de officiële verklaring van Prince over het opnieuw aannemen van zijn oude naam: "Op 31 december 1999 liep mijn contract met Warner-Chappell af, waardoor de naam 'Prince' die me bij mijn geboorte gegeven werd, verlost werd van beperkingen op lange termijn. Ik zal nu mijn oude artiestennaam gebruiken, in plaats van het symbool dat ik aannam om mezelf te bevrijden van ongewenste relaties." Tegelijkertijd meldde hij dat zijn contract met Arista per 1 juli 2000 werd beëindigd, op dezelfde datum dat Clive Davis bij de maatschappij zou vertrekken.
Nieuw materiaal werd in eerste instantie alleen via zijn online muziekdienst genaamd de NPG Music Club uitgebracht. Om de losse audio- en videobestanden te kunnen downloaden, konden de liefhebbers voor een vast bedrag per jaar lid worden. De hoeveelheid aangeboden materiaal stond echter niet vast. Leden kregen ook korting op concertkaartjes en voorrang bij concerten en aftershows. Fans klaagden echter wel over de slecht toegankelijke dienst (vooral in het begin), de geluidskwaliteit van het materiaal en de hoeveelheid van het materiaal. De meeste muziek die rond deze tijd via de NPG Music Club werd gedistribueerd, zou later op de alleen via internet te verkrijgen albums The Chocolate Invasion en The Slaughterhouse verschijnen.
In 2001 kwam echter het album The Rainbow Children uit. Oorspronkelijk was het album alleen verkrijgbaar via de NPG Music Club, maar enkele weken later was het toch in enkele platenzaken te koop. Op het album zijn bijna alle nummers doorspekt van verwijzingen naar Bijbelse teksten, wat Prince op de nodige kritiek kwam te staan. Veel recensenten prezen het album echter wel om zijn muzikale mengeling van voornamelijk jazz en funk. Door het grote publiek werd The Rainbow Children echter niet echt opgemerkt.
Op The Rainbow Children volgde One Nite Alone... (2002). Het album is een rustig album met in hoofdzaak Prince achter de piano, zingend met zijn kopstem. Het album roept een akoestische sfeer op en is daarom ook vergelijkbaar met het eerdere The Truth.
Prince ging in 2002 uitgebreid toeren en van meerdere concerten tijdens het eerste, Amerikaanse deel werd het album One Nite Alone... Live! (2002) gemaakt. Als bonus-cd zit er een compilatie bij van verschillende aftershowoptredens, getiteld It Ain't Over. Naast deze live-cd werd er ook nog een dvd uitgegeven met beelden van een optreden in Las Vegas. De toepasselijke titel van deze dvd is Live at the Aladdin Las Vegas. In de herfst van 2002 toerde Prince door Europa. Hij deed hierbij twee keer Ahoy in Rotterdam aan en sloot de tournee af met een exclusieve aftershow in het plaatselijke Nighttown. Tijdens deze tournee bleek dat Prince live in ieder geval nog het volledige respect had behouden van de verschillende critici. Tijdens deze One Nite Alone Tour zorgde Candy Dulfer voor muzikale begeleiding op saxofoon.
Xpectation kwam uit op de eerste dag van 2003. Dit volledig instrumentale album valt vooral op door de samenwerking met violiste Vanessa-Mae. Het album bevat negen nummers die alle met de letter X beginnen. Het album was alleen via zijn NPG Music Club te downloaden.
N.E.W.S werd op 6 februari (2003) opgenomen en een paar maanden later uitgebracht. Het is een volledig instrumentaal album, verdeeld in vier nummers, genoemd naar de vier windrichtingen. Dit album was (net als One Nite Alone en One Nite Alone Live naar voorbeeld van The Rainbow Children) eerst verkrijgbaar via de officiële website van Prince. Niet veel later was het ook gewoon in de reguliere platenzaak te krijgen. N.E.W.S. kreeg te maken met wisselende kritieken.
In 2004 bracht Prince Musicology uit. Het album werd voorafgegaan door de gelijknamige single. Om dit album te promoten zocht Prince weer wat meer de publiciteit op, en dat bleek te werken. Het leek alsof het publiek hierop had zitten wachten en het album werd dan ook redelijk goed verkocht. In diverse landen bereikte het de top vijf. Na de single Musicology verscheen de single Cinnamon Girl. Prince stond ook regelmatig in de belangstelling vanwege zijn concerttournee, zijn televisieoptredens en zijn interviews in diverse muziekbladen over de hele wereld.
In december 2005 sloot Prince een overeenkomst met Universal Records om zijn volgende album 3121 uit te brengen. Het album kwam op 20 maart (21 maart in Noord-Amerika) 2006 uit. 3121 bleek een comeback te zijn. Het album kwam op de Amerikaanse Billboardlijst op één binnen. Het was zijn eerste nummer 1-hit in deze albumlijst sinds 17 jaar en zelfs de enige keer dat hij met een album op nummer één binnenkwam. De roem duurde echter niet lang: het publiek bleek al net zo snel weer zijn belangstelling voor het album te verliezen. Begin juli van dat jaar sloot Prince na vijf jaar de NPG Music Club, zijn officiële website. Later dat jaar opende hij echter een nieuwe site, 3121 Online Magazine, maar die had niet de mogelijkheden om muziek te kopen en/of te downloaden.
Eind 2006 verzorgde Prince een nummer voor de animatiefilm Happy Feet, getiteld The Song of the Heart, waarmee hij een Golden Globe won voor het beste originele nummer.
Op 4 februari 2007 trad Prince op in de halftime show van de door regenbuien gedomineerde Super Bowl in het Sun Life Stadium in Miami, Florida.
Tussen begin november 2006 en eind april 2007 gaf hij, in het kader van de 3121 Tour, een lange reeks kleine concerten in het Rio Hotel in Las Vegas.
Prince' nieuwe album werd Planet Earth. De eerste single van het album heette Guitar en werd onder andere in Nederland een top 40-hit. Het album werd in het Verenigd Koninkrijk op 15 juli uitgebracht als gratis cd bij de The Mail on Sunday. In de rest van de wereld kwam het album uit op 19 en 24 juli. Bezoekers van de concerten in Londen ontvingen ook gratis een exemplaar van het album. Het album is meer op rock georiënteerd dan zijn voorgangers en Prince werkt op het album opnieuw samen met Wendy en Lisa.
In het kader van The Earth Tour gaf hij van 1 augustus tot en met 21 september 2007 een reeks van 21 concerten in The O2 Arena in Londen. Daarnaast gaf hij tijdens deze periode ook nog een reeks korte en langere aftershows in een club genaamd The Indigo2 (onderdeel van The O2). Ongeveer een jaar later, op 30 september 2008, kwam het boek 21 Nights uit met foto's die in deze periode gemaakt waren. Bij het boek zat het livealbum Indigo Nights, met daarop een compilatie van nummers van enkele van de Londense aftershows. Dit album was alleen in combinatie met het fotoboek te verkrijgen.
In december 2008 draaide het L.A.-radiostation Indie 103 vier nieuwe nummers die alle vier van een nieuw album kwamen dat klaar was om uitgebracht te worden. Later die maand berichtte een andere bron dat Prince drie albums in 2009 wilde uitbrengen. Het eerste album, met vooral gitaarmuziek, heette LOtUSFLOW3R, en het andere album met de titel MPLSoUND was een meer funky, meer elektronisch album. Het derde album was een album van een nieuwe protegé, genaamd Bria Valente, met als titel Elixer. Op 4 januari 2009 kwam een nieuwe officiële website, lotusflow3r.com, online.
Uiteindelijk waren de albums vanaf 24 maart 2009 te downloaden via zijn nieuwe website na betaling van een jaarabonnement van 77 dollar. De lancering van de website en de vrijgave van de albums werden gevolgd door optredens in The Tonight Show met Jay Leno op 25, 26 en 27 maart. Daarop volgden drie concerten, met drie verschillende bands en op drie verschillende locaties in Los Angeles, op 28 maart. In de Verenigde Staten waren de albums vanaf 29 maart gezamenlijk in een box te koop in filialen van de winkelketen Target en ook via online-muziekwinkels. In en vanaf de weken daarop was deze cd-box ook in Europa te verkrijgen.
Op 18 juli 2009 gaf Prince twee concerten op één dag op het Zwitserse Montreux Jazz Festival. Op 11 en 12 oktober dat jaar gaf hij drie verrassingsconcerten in Parijs onder de noemer "All Day/All Night": op 11 oktober één 's middags en één 's avonds in de Grand Palais en de dag daarna in de La Cigale.
In juli 2010 kwam Prince terug naar Europa voor een korte serie openluchtconcerten, waaronder een in het Belgische Werchter op 10 juli, gevolgd door een aftershow in de Brusselse Viage. In eerste instantie was de reden voor de concertreeks onbekend, maar eind juni werd duidelijk dat Prince een nieuw album ging uitbrengen onder de titel 20Ten. Deze zou net als Planet Earth uit 2007 gratis via de geprinte media worden verspreid, beginnende in Europa op 10 juli 2010 door onder andere het Belgische Het Nieuwsblad en de Britse Daily Mirror. Prince verklaarde dat het album niet op legale wijze via het internet te downloaden zou zijn.
In de tweede helft van oktober 2010 ging Prince verder met zijn Europese 20Ten Tour, onderbroken door een concert in Abu Dhabi, de eerste keer dat hij in het Midden-Oosten optrad. Ook in België en Nederland waren er concerten: in België op 8 november in het Antwerpse Sportpaleis, voorafgegaan door een onaangekondigd concert in de vroege ochtend van 7 november in de Brusselse Viage, en in Nederland op 18 november in het Arnhemse GelreDome.

#### 2011-2016: Welcome 2 tour tot de Piano & A Microphone Tour
Vanaf december 2010 gaf Prince een concertreeks in New York onder de noemer Welcome 2 America. Vanaf februari 2011 bracht deze tournee hem ook in enkele andere Amerikaanse steden. In april en mei 2011 volgde een langere reeks concerten in Californië, voornamelijk in Los Angeles. In de zomer van 2011 stond Prince op enkele grotere en kleinere concertpodia in Europa, waaronder op 5 en 6 juli op het Sint-Pietersplein in Gent en drie nachtconcerten op 8, 9 en 10 juli in de Rotterdamse Ahoy als onderdeel van het North Sea Jazz Festival. Door het verplaatsen van zijn concerten in Oslo in verband met de aanslagen van 22 juli 2011, speelde hij in nachten van 25 en 26 juli in de Melkweg in Amsterdam. De avond daarop gaf hij een regulier concert in de Rotterdamse Ahoy.
Op 11 augustus 2013 trad Prince op in Paradiso, Amsterdam; na twaalven 's nachts gaf hij er als extraatje een nachtconcert. Op 25 mei 2014 stond hij in de Ziggo Dome in Amsterdam en op 27 mei in het Sportpaleis in Antwerpen.
Vanaf 20Ten had Prince enkele jaren geen nieuw album uitgebracht. In 2014 en 2015 bracht hij echter binnen iets meer dan een jaar vier albums uit: Plectrumelectrum, Art Official Age, HITnRUN Phase One en HITnRUN Phase Two.
In de zomer van 2015 haalde Prince al zijn muziek van grote online muziekdiensten af, omdat hij van mening was dat zij hem niet genoeg uitbetaalden. De enige muziekdienst waarop nog wel muziek van Prince te vinden was, is Tidal.
In 2016 besloot Prince op tournee te gaan zonder band. De Piano & A Microphone Tour zou zijn laatste tour worden. Na optredens in Oceanië, volgde een tour in Noord-Amerika. zijn laatste optreden vond plaats op 14 april 2016 in het Fox Theatre in Atlanta, een optreden dat oorspronkelijk zou plaatsvinden op 7 april maar werd verplaatst om gezondheidsredenen. Prince overleed op 21 april 2016.

### Privéleven
Het privéleven van Prince is altijd een gewild onderwerp geweest voor roddelbladen. Een groot deel ervan is in nevelen gehuld, mede door zijn grote terughoudendheid hierover.
De eerste keer dat Prince trouwde was op 14 februari 1996 met zijn achtergrondzangeres en danseres Mayte Garcia. Op 16 oktober 1996 werd hun zoon Amiir geboren, die op 23 oktober overleed aan de gevolgen van het syndroom van Pfeiffer, een zeldzame aangeboren schedelafwijking.
De geheimzinnigheid rond de geboorte en dood van het kind leidde tot speculaties in de pers. In promotionele interviews kort na deze gebeurtenis liet hij niets blijken van dit persoonlijke drama. Na beschuldigingen van twee voormalige werknemers dat Prince opdracht had gegeven het leven van het kind kunstmatig te laten beëindigen, werd er een onderzoek ingesteld door het Minneapolis medical examiner's office. De onderzoekers concludeerden dat het kind door een natuurlijke oorzaak was overleden.
Na het overlijden van zijn kind begon Prince steeds meer belangstelling te krijgen voor de leer van de Jehova's getuigen, dit mede onder invloed van Larry Graham, lid van Prince' band N.P.G. en sinds 1975 zelf Jehovah's getuige. Later zou zijn advocaat Londell Macmillan officieel verklaren dat Prince een van Jehovah's getuigen was geworden.
Rond juni 2000 werd het huwelijk tussen Prince en Mayte officieel ontbonden. Rond december 2001 werd duidelijk dat hij getrouwd was met Manuela Testolini, een Canadese Paisley Park-medewerkster. Op 24 mei 2006 vroeg Manuela echtscheiding aan.

### Gezondheid en overlijden
Prince had chronische pijn aan zijn heup maar wilde zich niet laten opereren uit angst voor een eventuele bloedtransfusie, wat verboden is voor Jehovah's getuigen.
In de ochtend van 21 april 2016 werd Prince op 57-jarige leeftijd dood aangetroffen in een lift van zijn woning in Paisley Park Studios, Chanhassen. Hij overleed aan een onopzettelijke overdosis fentanyl.

## Stijl en oeuvre
De muziek van Prince is een mengeling van witte en zwarte muzikale invloeden, zoals Sly & the Family Stone, James Brown, Jimi Hendrix, Stevie Wonder, Chic, Marvin Gaye, Carlos Santana, Curtis Mayfield en Joni Mitchell. Prince maakte vaak gebruik van zijn kopstem, vooral in de eerste jaren van zijn carrière.
Prince heeft een omvangrijk oeuvre. Tot en met 2015 zijn er onder zijn eigen naam in totaal 48 tot 50 albums uitgebracht: 35 standaardalbums, 3 livealbums, 4 tot 6 compilatiealbums en 6 remix- en alleen via internet te verkrijgen of te beluisteren albums. Daarnaast is Prince een van de meest gebootlegde artiesten. Veel muziekjournalisten beschouwen Dirty Mind, Purple Rain en Sign “☮” the Times als zijn beste drie platen. Deze stonden in vele Top-100-lijsten van de jaren 80. In de jaren 80 had hij een groep genaamd The Revolution, en in de jaren 90 een andere groep genaamd de New Power Generation. Zijn muzikanten behoorden volgens critici tot de besten. Hij werkte ook veel samen met bekende jazzmuzikanten zoals Miles Davis, en ook funkpioniers zoals George Clinton, Larry Graham en Maceo Parker. Naast het opnemen van zijn eigen muziek schreef hij nummers voor of werd gecoverd door vele andere artiesten, zoals Alicia Keys, Sinéad O'Connor, Chaka Khan, Cyndi Lauper, Céline Dion, Sheena Easton, Martika, Joe Cocker, Tom Jones, Simple Minds, Kid Creole en The Bangles. Hij was een promotor van nieuwe artiesten, zoals The Time, Apollonia 6, Vanity 6, Sheila E. en The Family. Prince regisseerde en acteerde in drie films (Under the Cherry Moon, Sign “☮” the Times en Graffiti Bridge) en speelde in de film Purple Rain.

## Discografie
Prince heeft een omvangrijk oeuvre. Zie voor een uitgebreide discografie, inclusief singles, verschijningsdata en hitnoteringen het artikel Discografie van Prince. Hieronder volgt een lijst met alle standaardalbums, exclusief compilatie-, live- en internetalbums.
- For You (1978)
- Prince (1979)
- Dirty Mind (1980)
- Controversy (1981)
- 1999 (1982)
- Purple Rain (met The Revolution) (1984)
- Around the World in a Day (met The Revolution) (1985)
- Parade (met The Revolution) (1986)
- Sign “☮” the Times (1987)
- Lovesexy (1988)
- Batman (1989)
- Graffiti Bridge (1990)
- Diamonds and Pearls (met The New Power Generation) (1991)
- Love Symbol Album (met The New Power Generation) (1992)
- Come (1994)
- The Black Album (1994)
- The Gold Experience (1995)
- Chaos and Disorder (1996)
- Emancipation (1996)
- Crystal Ball (1998)
- The Truth (1998)
- The Vault... Old Friends 4 Sale (1999)
- Rave Un2 the Joy Fantastic (1999)
- The Rainbow Children (2001)
- N.E.W.S (2003)
- Musicology (2004)
- 3121 (2006)
- Planet Earth (2007)
- LOtUSFLOW3R / MPLSoUND (2009)
- 20Ten (2010)
- PLECTRUMELECTRUM (met 3RDEYEGIRL) (2014)
- ART OFFICIAL AGE (2014)
- HITnRUN Phase One (2015)
- HITnRUN Phase Two (2015)
- Piano and a Microphone 1983 (2018, postuum)
- Originals (2019, postuum)
- Prince And The Revolution: Live (2020)
- Welcome 2 America (2021, postuum)

## Live
Tournees:
- Prince Tour (VS - 1979/1980)
- Dirty Mind Tour (VS en Europa - 1980/1981)
- Controversy Tour (VS - 1981/1982)
- 1999 "Triple Threat" Tour (VS - 1982/1983)
- Purple Rain Tour (VS en Canada - 1984/1985)
- Under the Cherry Moon Tour (of Parade Tour)(VS, Europa en Japan - 1986)
- Sign “☮” The Times Tour (Europa (excl VK) - 1987)
- Lovesexy Tour (Europa, VS, Canada en Japan - 1988/1989)
- Nude Tour (Europa en Japan - 1990)
- Diamonds and Pearls Tour (Japan, Australië en Europa - 1992)
- Act I Tour (VS en Canada - 1993)
- Act II Tour (Europa - 1993)
- The Ultimate Live Experience Tour of The Gold Tour (Europa en Japan - 1995/1996)
- Love 4 One Another Tour (VS - 1997)
- Jam of the Year Tour en de Newpower Soul Tour (VS en Europa - 1997-1999)
- Hit & Run Tour (VS - 2000/2001)
- One Nite Alone Tour (VS, Europa en Japan - 2002)
- Hit & Run Tour (China, Australië en VS - 2003)
- Musicology Tour (VS en Canada - 2004)
- 3121 World Tour (VS - 2006/2007)
- The Earth Tour (Europa (VK) en VS - 2007/2008)
- LOtUSFLOW3R Tour (Europa en VS - 2009)
- 20Ten Tour (Europa en M-Oosten (VAE) - 2010)
- Welcome 2 America(: Euro 2011) Tour (VS en Europa - 2010/2011)
- Welcome 2 Canada/Australia Tour (Canada en Australië - 2011/2012)
- Live Out Loud Tour (Canada en VS - 2013)
- Hit And Run Part II (Europa - 2014)
- Piano & A Microphone Tour (Australië, Nieuw-Zeeland, Canada en de VS - 2016)

Daarnaast is er een hoeveelheid concerten die niet bij een bepaalde tournee zijn in te delen. Dit zijn vaak opzichzelfstaande (club)concerten, concerten in Paisley Park Studios, besloten concerten of een reeks concerten op één locatie (zoals in 2006 en 2007 in Las Vegas). Soms is het moeilijk te bepalen waar een tournee begint en waar deze eindigt, omdat sommige op elkaar aansluiten en sommige beginnen als losse concerten, maar uiteindelijk uitmonden in een tournee.
Naast reguliere concerten gaf Prince geregeld aftershows in kleine clubs. Nederland was zes keer en België was drie keer het toneel voor een nachtoptreden.

## Gerelateerde bands en artiesten
Prince heeft samengewerkt met een groot aantal bands en artiesten. 
- 3rd Eye Girl
- 94 East
- Andy Allo
- Apollonia 6
- Greg Boyer
- Brownmark
- Tevin Campbell
- Ingrid Chavez
- George Clinton
- Dale
- Morris Day
- Candy Dulfer
- Sheila E.
- Sheena Easton
- Carmen Electra
- T.C. Ellis
- Doctor Fink
- Elisa Fiorillo
- Clare Fischer
- Rosie Gaines
- Nona Gaye
- Larry Graham
- Jesse Johnson
- Jill Jones
- Chaka Khan
- Patti LaBelle
- Lois Lane
- Eric Leeds
- The Family
- Louie, Louie
- Madonna
- Maceo Parker
- Madhouse
- Martika
- Mayte
- Mazarati
- Monie Love
- Tyka Nelson
- The New Power Generation
- No Doubt
- Taja Sevelle
- The Revolution
- Rhonda Smith
- Mavis Staples
- Jevetta Steele
- The Time
- Vanity 6
- Wendy and Lisa